# Erik Gyllengrip
Erik Gyllengrip, född 1667, död 1736 i Stockholm (begravd 3 maj), var en svensk militär.
Erik Gyllengrip var son till assessor Christoffer Gyllengrip och Birgitta Rytter. Han blev student vid Uppsala universitet 1675, gemen vid livgardet 1686, underofficer där 1687, fänrik 1691, löjtnant 1696, regementskvartermästare 1700, kapten 1701 och överstelöjtnant vid Smålands femmänningsinfanteriregemente 1706. Gyllengrip blev överste och chef för Smålands femmänningsregemente 1710, fråndömdes samma år tjänsten för en duell men fick överstes avsked samma år. Han deltog i Pfalziska tronföljdskriget i fälttåget vid Rhen 1690 och i Brabant 1695. Under Stora nordiska kriget deltog Gyllengrip i landstigningen vid Humlebæk, slaget vid Narva, övergången vid Düna, slaget vid Kliszów samt belägringen av Thorn. Han skrev sig till Stensnäs i Ryssby socken, Kalmar län. Gyllengrip ägde en betydande boksamling av sällsynta böcker, över vilka 1736 utgavs en tryckt förteckning, och vilka året därpå såldes på auktion.